# Luis Fonsi
Luis Fonsi, właśc. Luis Alfonso Rodríguez López-Cepero (ur. 15 kwietnia 1978 w San Juan) – portorykański piosenkarz i kompozytor, laureat nagrody Latin Grammy, który zyskał światową rozpoznawalność po wydaniu piosenki „Despacito” w 2017.
Singiel „Despacito” w Polsce uzyskał status podwójnej diamentowej płyty.

## Dyskografia

### Albumy studyjne
- Comenzaré (1998)
- Eterno (2000)
- Amor secreto (2002)
- Fight the Feeling (2002)
- Abrazar la vida (2003)
- Paso a paso (2005)
- Palabras del silencio (2008)
- Tierra firme (2011)
- 8 (2014)
- Vida (2019) – 2x platynowa płyta w Polsce[2]

- Ley de Gravedad (2022)

### Albumy kompilacyjne
- Remixes (2001)
- Éxitos 98:06 (2006)
- Romances (2013)
- 2En1 (2017)
- Despacito & Mis Grandes Éxitos (2017) – złota płyta w Polsce[3]